# La Caleta
La Caleta is een kustplaats in de gemeente Adeje, Tenerife, met 465 inwoners (2009). De badplaats is onderdeel van Costa Adeje. 
Net ten zuiden van het dorp ligt het zwartzandstrand La Enramada, in het dorp zelf zijn ook nog drie kleinere strandjes te vinden.

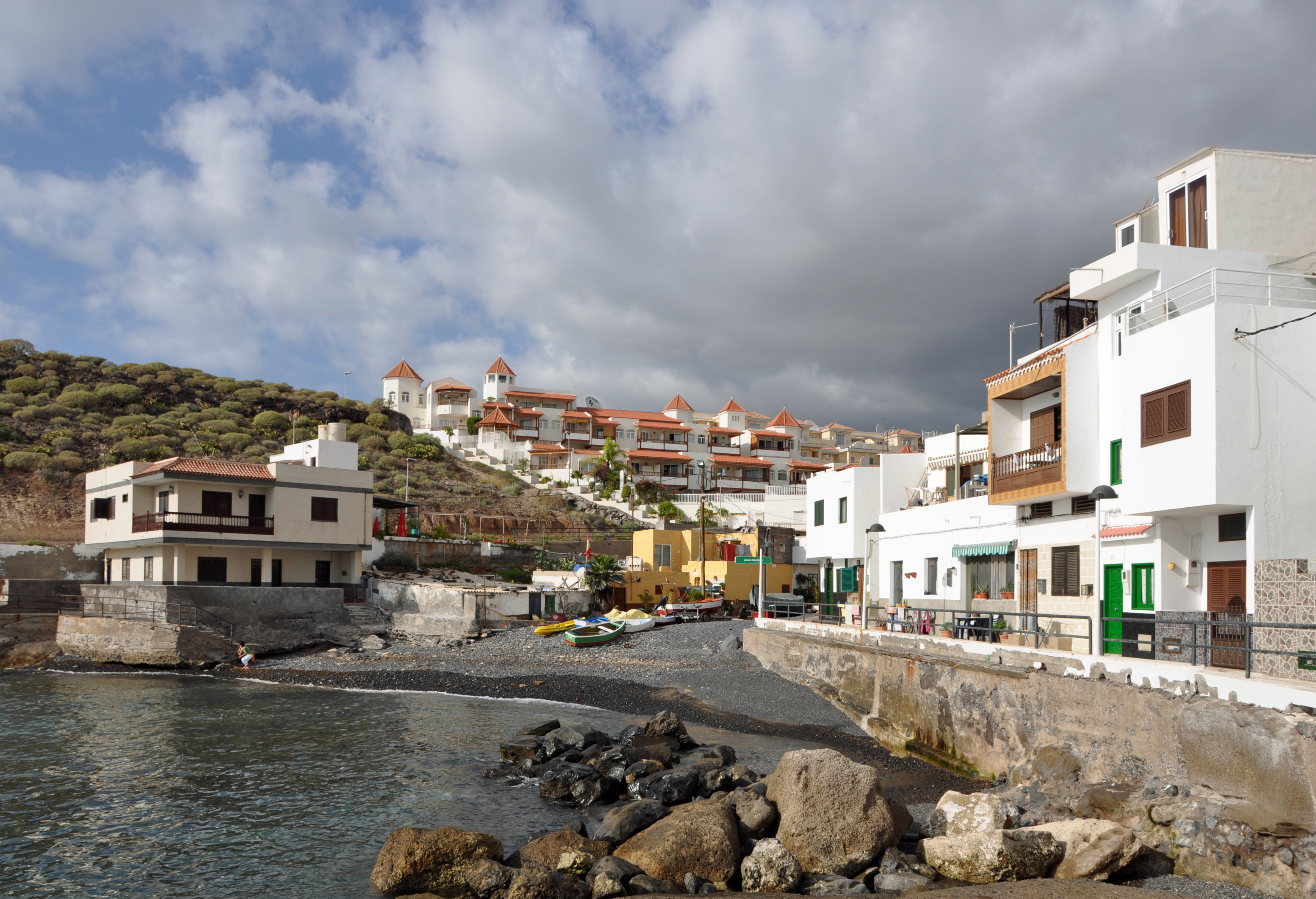
Het noordelijkste strandje van La Caleta

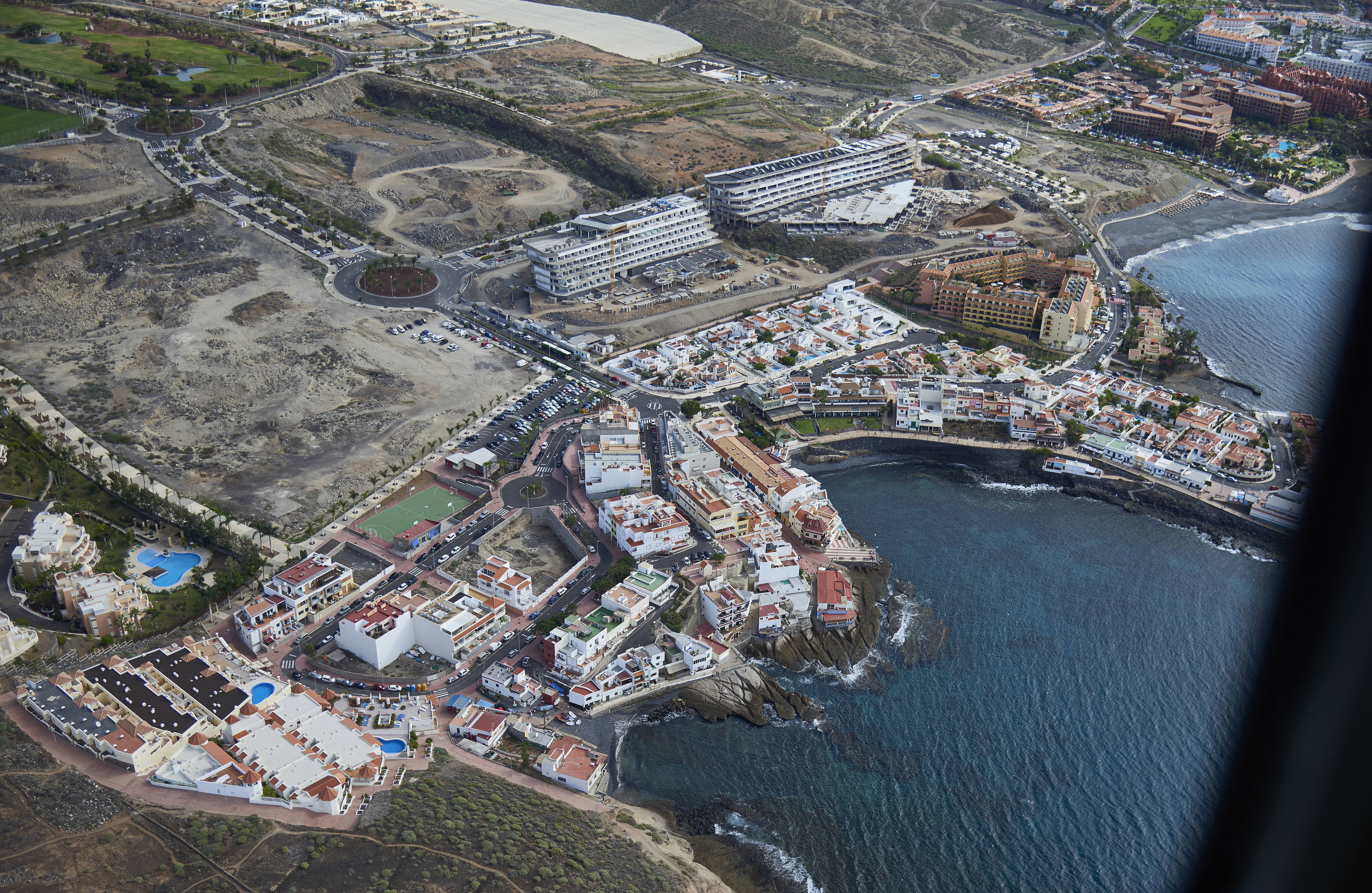
Luchtfoto van La Caleta